# Roann
Roann é uma cidade  localizada no estado americano de Indiana, no Condado de Wabash.

## Demografia
Segundo o censo americano de 2000, a sua população era de 400 habitantes.
Em 2006, foi estimada uma população de 394, um decréscimo de 6 (-1.5%).

## Geografia
De acordo com o United States Census Bureau tem uma área de
0,5 km², dos quais 0,5 km² cobertos por terra e 0,0 km² cobertos por água. Roann localiza-se a aproximadamente 220 m acima do nível do mar.

## Localidades na vizinhança
O diagrama seguinte representa as localidades num raio de 20 km ao redor de Roann.